# Jimmy Jump
Jimmy Jump (mit bürgerlichem Namen Jaume Marquet i Cot; * 14. März 1976 in Sabadell) ist ein Flitzer aus Katalonien (Spanien). Durch das Flitzen hat er Schulden in Höhe von 300.000 Euro angehäuft, die er monatlich abzahlt. Er arbeitet als Koch in einem Restaurant. Vor seiner Anstellung als Koch war er arbeitslos. Davor arbeitete er als Immobilienmakler und Buchhändler.

## Auftritte in der Öffentlichkeit
2002
Zum ersten Mal trat Jimmy Jump 2002 beim Abschiedsspiel des langjährigen FC-Barcelona-Profis Abelardo in Erscheinung, als er auf den Rasen des Camp Nou stürmte.
2004
Am 9. Juni 2004 kreuzte er während des laufenden Warm-ups der Formel 1 auf dem Circuit de Catalunya die Strecke. Im selben Jahr, beim Finale der Fußball-Europameisterschaft 2004 am 4. Juli im Estádio da Luz in Lissabon, lief er in den letzten Minuten des Spiels zwischen Griechenland und Portugal auf den Platz, um schließlich ins Netz des griechischen Tores zu springen. Zuvor bewarf er den portugiesischen Spieler Luís Figo aus Verärgerung über dessen Wechsel zum Ligarivalen Real Madrid mit einer Flagge des spanischen Fußballvereins FC Barcelona.
2007
Am 23. Mai 2007 rannte Jimmy Jump in Athen beim Finale der Champions League 2006/07 zwischen dem AC Mailand und dem FC Liverpool in der zweiten Halbzeit über das Spielfeld. Auch in München, beim Abschiedsspiel für Mehmet Scholl am 15. August, schaffte er es auf den Rasen und gratulierte Lionel Messi zu seinem Torerfolg gegen die Bayern.

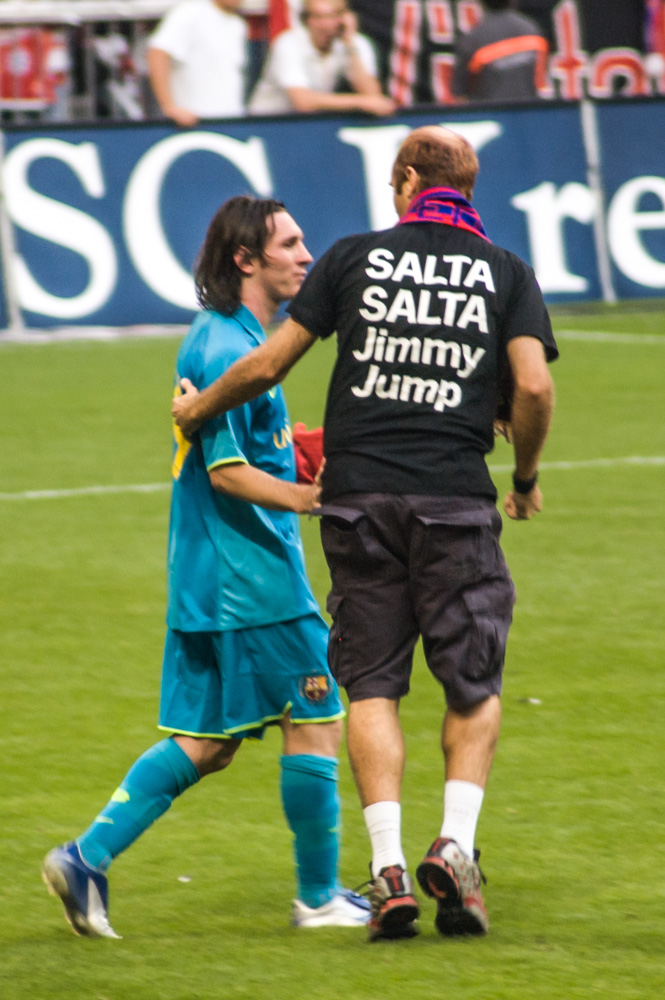
Lionel Messi (links) und Jimmy Jump (rechts) am 15. August 2007 in der Allianz Arena München

Beim Finale der Rugby-WM 2007 in Paris zwischen England und Südafrika stürmte er am 20. Oktober kurz nach Beginn der zweiten Halbzeit den Rasen.
2008
Am 25. Juni 2008 „flitzte“ er beim Halbfinale der Fußball-Europameisterschaft Deutschland gegen die Türkei über den Rasen des St.-Jakob-Parks in Basel und wurde dann von den Sicherheitskräften gestellt. Auf seinem T-Shirt stand „Tibet is not China“. Diese Aktion war nur im Schweizer Fernsehen und dem wegen Bildstörung ebenfalls das Schweizer Signal nutzenden ZDF zu sehen, da die UEFA solche Aktionen in ihren TV-Übertragungen zu unterbinden versucht.
2009
Während des Finales im Herreneinzel der French Open 2009 zwischen Roger Federer und Robin Söderling am 7. Juni in Paris schaffte Jimmy Jump es, auf das Feld zu gelangen. Er stürmte mit einer FC-Barcelona-Flagge auf Federer zu, versuchte ihm eine katalanische Volksmütze über den Kopf zu stülpen, machte einen Sprung über das Netz und wurde im Anschluss von einem Mitglied des Sicherheitsdienstes zu Fall gebracht und vom Platz geführt.
2010
Beim Finale des Eurovision Song Contests 2010 am 29. Mai 2010 in Oslo schlich sich Jimmy Jump während des Auftritts des Spaniers Daniel Diges in die Tanzchoreographie ein und verließ die Bühne nach wenigen Sekunden, als das Sicherheitspersonal eingriff. Jimmy Jump wurde nach dem Vorfall nach Sandvika gebracht, wo man ihn inhaftierte.
Am 11. Juli stürmte er in Johannesburg vor Anpfiff des Endspiels der Fußball-Weltmeisterschaft 2010 zwischen den Niederlanden und Spanien auf den Rasen des Soccer-City-Stadions, um der Siegertrophäe eine Barretina (katalanische Mütze) mit dem Schriftzug seiner Website überzustülpen. Bei dem Versuch wurde er jedoch von Sicherheitskräften gestellt und aus dem Stadioninnenbereich herausgetragen. Er wurde von einem Schnellgericht zu einer Geldstrafe von 210 Euro verurteilt.
Am 30. Juli rannte er beim Testspiel des FC St. Pauli gegen Racing Santander mit einer St.-Pauli-Fahne über das Spielfeld.
2011
Am 14. Februar 2011 rannte er bei der Verleihung der Goyas auf die Bühne und sprach ein paar Worte, bevor er von der Bühne gebracht wurde.
Am 3. Mai rannte er beim Champions-League-Halbfinale 2011 zwischen dem FC Barcelona und Real Madrid am Ende der Halbzeitpause auf das Spielfeld. Er wollte Cristiano Ronaldo eine Barretina aufsetzen, wurde aber vom Sicherheitspersonal gestellt.
Beim Champions-League-Finale zwischen Manchester United und Barcelona am 28. Mai rannte er ebenfalls aufs Feld.
2012
Am 12. August 2012 war er beim DFL-Supercup-Spiel zwischen Bayern München und Borussia Dortmund anwesend. Er wurde allerdings frühzeitig von einem Ordnungshüter vom Sicherheitszaun gezogen und gestoppt. Er wurde wegen Hausfriedensbruch und Erschleichen von Leistungen angezeigt.
Am 19. November rannte er beim Zweitligaspiel Hertha BSC gegen FC St. Pauli zu Spielbeginn über den Rasen des Berliner Olympiastadions. Er wurde von einem Ordner zu Fall gebracht.
2013
Am 12. Januar 2013 rannte er bei dem „Flexstrom-Cup“, einem Berliner Hallenturnier, nach der Begegnung zwischen Bayer Leverkusen und Real Madrid auf den Kunstrasen. Nachdem er bemerkte, dass niemand ihn verfolgte, ging er wieder vom Platz.